# Zhang Qingwei

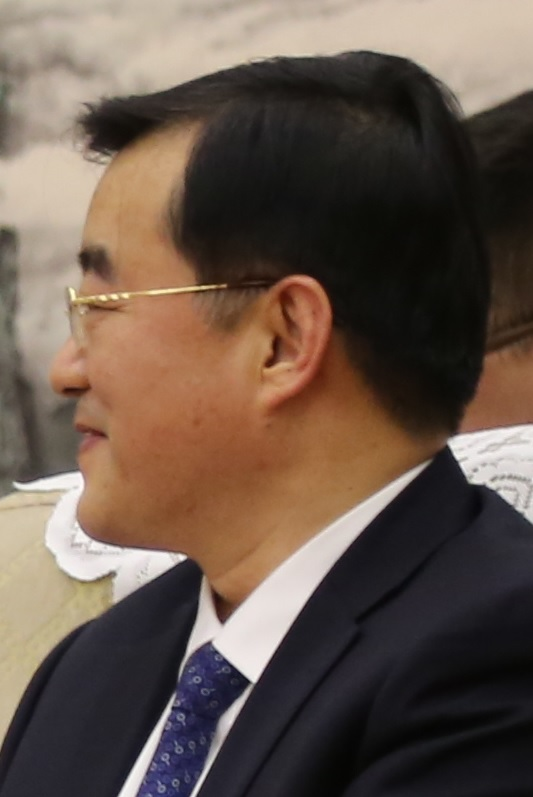
Zhang Qingwei (2018)

Zhang Qingwei (chinesisch 张庆伟, Pinyin Zhāng Qìngwěi; * 1961 in Jilin, Provinz Jilin) ist ein Politiker in der Volksrepublik China.

## Luft- und Raumfahrtindustrie
Im September 1978 begann Zhang Qingwei an der Polytechnischen Universität Nordwestchinas in Xi’an ein Studium der Luftfahrttechnik, welches er im März 1982 mit dem Vordiplom abschloss. Ab August 1982 war er zunächst beim Forschungsinstitut 603 (Flugzeugkonstruktion) der heutigen Xi’an Aircraft tätig und als Techniker an der Entwicklung des Jagdbombers Xian JH-7 beteiligt. Im September 1985 kehrte Zhang Qingwei an die  Polytechnische Universität Nordwestchinas zurück und studierte Theorie und Praxis der Steuerung von Flugkörpern. Im März 1988 erlangte er das Ingenieurdiplom und begann anschließend in der Hauptentwicklungsabteilung der Chinesischen Akademie für Trägerraketentechnologie zu arbeiten. Bei der Trägerrakete Langer Marsch 2E, die am 16. Juli 1990 ihren Erstflug absolvierte, war er für die Systeme zum Abtrennen der Booster und der Nutzlastverkleidung zuständig.
Parallel dazu arbeitete er an einem neuartigen System zum präzisen Aussetzen von Satelliten, das am 7. April 1990 beim Start des Kommunikationssatelliten AsiaSat-1 für Hughes Aircraft zum Einsatz kam. Dies war das erste Mal, dass China für einen ausländischen Kunden einen kommerziellen Satellitenstart durchführte. Aufgrund seiner guten Englischkenntnisse konnte Zhang mit den amerikanischen Ingenieuren eng zusammenarbeiten. Er erstellte am Computer ein digitales Modell des zunächst für Trägerraketen vom Typ Langer Marsch 3B ausgelegten Systems und führte damit Simulationen der Mission durch, die dann auch ein voller Erfolg wurde. Diese, damals in China erstmals eingesetzte Konstruktionsmethode verhalf ihm zu großer Bekanntheit in der Raumfahrtindustrie.
1992 reiste Zhang Qingwei für einen halbjährigen Studienaufenthalt nach Japan. Nach seiner Rückkehr und dem Start des bemannten Raumfahrtprogramms der Volksrepublik China am 21. September 1992 wurde er zum stellvertretenden Chefingenieur der bemannten Rakete Langer Marsch 2F ernannt. Im Dezember 1992 trat Zhang Qingwei im Alter von 31 Jahren in die Kommunistische Partei Chinas ein.
Nach mehreren schweren Unfällen mit Trägerraketen der Firma, die unter anderem auf Qualitätsmängel zurückzuführen waren, wurde Zhang Qingwei im August 1996 zum stellvertretenden Vorstandsvorsitzenden ernannt und war in dieser Position ab August 1998 auch für die Interkontinentalrakete Dongfeng 5 zuständig. Als am 1. Juli 1999 im Rahmen der Reform- und Öffnungspolitik die China Aerospace Science and Technology Corporation als Muttergesellschaft der Akademie für Trägerraketentechnologie gegründet wurde, wurde Zhang Qingwei zum stellvertretender Generaldirektor der neuen Firma ernannt, war aber an der Akademie weiterhin für ballistische Raketen, Trägerraketen und das bemannte Raumfahrtprogramm verantwortlich. Im November 2001 wurde er zum Generaldirektor befördert und war als Stellvertretender Kommandant beim bemannten Raumfahrtprogramm für die Planung der Missionen Shenzhou 5 (2003) und Shenzhou 6 (2005) zuständig. Im November 2002 wurde er auf dem 16. Parteitag das erste Mal in das Zentralkomitee der Kommunistischen Partei Chinas gewählt.
Am 30. August 2007 wurde Zhang Qingwei zum Vorsitzenden im Ministerrang der dem Staatsrat und gleichzeitig der Zentralen Militärkommission zugeordneten Kommission für Wissenschaft, Technik und Industrie für Landesverteidigung ernannt. Als diese Dienststelle am 15. März 2008 per Beschluss des Nationalen Volkskongresses aufgelöst und durch die Nationale Behörde für Wissenschaft, Technik und Industrie in der Landesverteidigung ersetzt wurde, wechselte Zhang zurück in die Industrie und wurde Vorstandsvorsitzender der Commercial Aircraft Corporation of China.

## Politik
Im August 2011 wurde Zhang Qingwei als Nachfolger von Chen Quanguo zum geschäftsführenden Gouverneur und stellvertretender Parteisekretär der Provinz Hebei ernannt, eine Position, in der er am 10. Januar 2012 vom Hebeier Landtag bestätigt wurde. Seit diesem Zeitpunkt war er offiziell Gouverneur der Provinz.
Mit Wirkung vom 1. April 2017 wurde Xu Qin zunächst geschäftsführender Gouverneur von Heibei, am 26. April 2017 wurde er in dieser Position vom Landtag bestätigt. Zhang Qingwei ging nach Heilongjiang, wo er am 1. April 2017 Generalsekretär des Landesverbands der KPCh wurde.
Mitte Oktober 2021 wurde Zhang Qingwei auf Beschluss des Zentralkomitees nach Hunan versetzt, wo er von Xu Dazhe (ebenfalls ein Raumfahrtingenieur) den Posten des Generalsekretärs des Landesverbands übernahm.
Bei den Parlamentswahlen im Dezember 2017/Januar 2018 wurde Zhang Qingwei im Wahlkreis Heilongjiang für die KPCh in den Nationalen Volkskongress gewählt.